# 天主教基奎特教區
天主教基奎特教區（拉丁語：Dioecesis Kikuitensis）是剛果民主共和國一個羅馬天主教教區，屬金沙薩總教區。

## 歷史
教區的前身是科安戈自治傳教區，成立於1892年4月16日，1901年1月13日升為監牧區，1928年3月28日升為代牧區。1955年2月21日易名。1959年11月30日升為教區。

## 現況
教區包括該國西部班頓杜省中南部。2006年有教友2,478,785人（佔轄區總人口62.0%）、五十二個堂區、158名司鐸。現任教區主教為愛德華·穆努努·卡西亞拉。